# Robert Borocco
Marie Christophe Robert Borocco, né à Colmar le 17 mai 1909 et mort le 7 février 1971 dans la même ville, est un diplomate et résistant français.

## Biographie
Marie Christophe Robert Borocco est le fils de Charles-Antoine Borocco, industriel, et de Marie-Gabrielle Schwartzun. Il épouse Yvonne-Célinna Humbert le 7 janvier 1938 à Orbey. Ils habitent 13 rue Hindenburg (aujourd'hui rue Foch).
Après des études supérieures à l'école de filature et de tissage de Mulhouse, il entre dans l'entreprise familiale Borocco et Compagnie à Colmar. Il fait son service militaire de 1931 à 1933 au 6e bataillon de chasseurs alpins (BCA) à Grenoble.
En 1939, il est mobilisé comme officier et participe à la campagne de la Sarre. Après sa démobilisation, il adhère aux premiers réseaux de résistance en Alsace. Il devient un des chefs du réseau Uranus-Klébert. À la suite du démantèlement de ce réseau, il est arrêté en décembre 1942 et condamné à la peine de mort par les Allemands. Il est placé en sursis d'exécution et il est affecté à une équipe de déminage. Il est libéré par les alliés.
Après la guerre, il entre en diplomatie. Il est affecté aux affaires sarroises à Sarrebruck puis il devient vice-consul de France à Hanovre et en 1960 à Sao Paulo au Brésil.
Il est le frère d'Edmond Borocco (homme politique et résistant).

## Seconde Guerre mondiale

### Campagne de mai-juin 1940
Il est mobilisé au sein du 4e Bataillon de Chasseur à Pied  (4e BCP) à Colmar. Il a le grade de sous-lieutenant. Il participe à la campagne de la Sarre et termine la guerre sur les bords de la Loire comme commandant de compagnie. Il a été blessé deux fois.

### Résistance
Démobilisé il retourne en Alsace annexée et, dès février 1941, il rejoint le réseau Uranus-Klébert.  Son frère Edmond Borocco et l'épouse de ce dernier s'engagent dans la même organisation.
En liaison avec Louis Kleinmann (alias Capitaine Kayser) à Lons-le-Saunier, il devient le chef du secteur de Colmar pendant que l'abbé Venner s'occupe de secteur de Mulhouse. Il se spécialise dans le renseignement économique, militaire et politique.
Avec les anciens du 4e BCP, il constitue des dépôts d'armes et de munitions dans la vallée d'Orbey.
Parallèlement, il s'engage également dans les filières d'évasion à Colmar dirigées par Eugène Hussmann et Joseph Rey. Il échappe à l'arrestation lors du démantèlement de ces filières par la Gestapo de mars-avril 1942.

### Détention
Le 15 décembre 1942 à Colmar, il est arrêté lors de la destruction du réseau Uranus-Klébert. Il est interné à la prison de Kehl. À Strasbourg le 3 novembre 1943, il est condamné à mort par le premier  sénat du Volksgerichtshof (le tribunal du peuple) présidé par le juge Freisler. Le  24 novembre 1943, il est déporté à Wolfach.
Le 4 juin 1944, le recours en grâce est refusé. L'avocat allemand Riebel est sollicité par la famille. Il se rend à Berlin pour rencontrer le ministre Meissner qui s'occupe des recours en grâce. C'est un de ses amis d'université. Il le persuade de rencontrer Hitler. Meissner intervient et obtient le sursis d'exécution le 5 juin 1944.
Robert Borocco est affecté en juillet 1944 dans un Himmelfahrtskommando (« Kommando pour l'ascension au ciel ») assurant le déminage des bombes alliées non explosées. Il est envoyé à Cologne, Kassel, Straubing.
Le 29 juillet 1944, il échappe de justesse à la mort. Son équipe dégage une bombe de 10 tonnes, elle laisse la place à l'artificier. Par chance, au lieu de rester près de la bombe l'équipe est attirée à 50 m par l'abbé Venner pour cueillir des fruits. La bombe explose tuant, entre autres, 3 détenus français. Robert Borocco et 4 de ses camarades sont projetés et fortement contusionnés.
Le 1er mai 1945, Robert Borocco est libéré à proximité de Landshut par l'armée américaine.

## Carrière Diplomatique
Après la guerre, Robert Borocco est affecté aux Affaires sarroises à Sarrebruck, puis il devint vice-consul de France à Hanovre et en 1960, à Sao Paulo au Brésil.

## Distinctions
Il est reconnu « Déporté résistant »,.
- Chevalier de la Légion d'honneur par décret du 14 janvier 1948[8] ;
- Officier de l'ordre national du Mérite[8] ;
- Officier de l'ordre des Palmes académiques[1] ;
- Médaille de la Résistance française par décret du 15 juin 1946 avec la citation suivante[3],[8],[9]:

« Officier Alsacien ardemment patriote ayant eu une brillante conduite comme sous-lieutenant de chasseurs portés pendant la campagne 1939-1940. Met sur pied, en février 1941, un réseau de résistance fonctionnant dans le Haut-Rhin - Organise l'accueil, l'hébergement, l'acheminement des prisonniers évadés et des alsaciens persécutés. - Constitue des dépôts d'armes et de munitions, forme les effectifs clandestins qu'il a recrutés. - Joint à cette activité la direction d'un important sous-réseau d'un organisme dépendant du S.R. Guerre clandestin, dont le rendement progresse sans cesse jusqu'au 15 décembre 1942, date à laquelle il fut arrêté après avoir fourni pendant deux ans un très grand nombre de rapports des plus intéressants et parfaitement établis. - Condamné à mort, il bénéficia d'un sursis d'exécution et fut libéré par l'avance alliée le 1er mai 1945. - Très bel exemple de chef et d'entraineur d'hommes, cet excellent Français mérite tout particulièrement de se voir attribuer la médaille de la Résistance. »

- Médaille de la déportation pour faits de Résistance de par son statut de « déporté résistant »[7]